# الاپاکام، سودالور
الاپاکام، سودالور (به انگلیسی: Alapakkam, Cuddalore) یک منطقهٔ مسکونی در هند است که در تامیل نادو واقع شده‌است.